# Michele Lee
Michele Lee, właściwie Michelle Lee Dusick (ur. 24 czerwca 1942 w Los Angeles) – amerykańska piosenkarka, tancerka, aktorka, reżyserka i producentka filmowa pochodzenia żydowskiego, także częsty gość teleturnieju w latach 70.

## Życiorys

### Wczesne lata
Urodziła się w Los Angeles, w stanie Kalifornia. jako córka Sylvii Helen (z domu Silverstein) Dusick i Jacka Dusicka, charakteryzatora studia MGM lat 50. i 60.. Jej młodszy brat został adwokatem okręgu administracyjnego. W 1960 roku ukończyła Alexander Hamilton High School w Los Angeles.

### Kariera
W latach 1960–1965 występowała na Broadwayu w sztuce Vintage '60, a także w Bravo Giovanni (1962). Zagrała rolę Rosemary w musicalu Jak odnieść sukces w biznesie, zanadto się nie wysilając (How to Succeed in Business Without Really Trying) na scenie (1962) i wkrótce na kinowym ekranie (1967). 
26 grudnia 1961, w wieku 19 lat pojawiła się jako Lila w jednym z odcinków sitcomu CBS The Many Loves of Dobie Gillis.
W 1973 roku powróciła na Broadway w musicalu Huśtawka (Seesaw) jako Gittel Mosca, a za rolę zdobyła nagrodę Drama Desk i nominację do nagrody Tony.
Pojawiła się w komedii fantasy Kochany chrabąszcz (The Love Bug, 1968), dramacie Komik (The Comic, 1969) u boku Dicka Van Dyke’a i serialu ABC Marcus Welby, lekarz medycyny (Marcus Welby, M.D., 1970, 1972) z Jamesem Brolinem. Była główną bohaterką programu rozrywkowego CBS Michele Lee zaprasza (The Michele Lee Show, 1974). Sławę międzynarodową zdobyła kreacją Karen Fairgate MacKenzie w operze mydlanej CBS Knots Landing (1979-1993), za którą otrzymała czterokrotnie nagrodę Soap Opera Digest i była nominowana do nagrody Emmy, była także reżyserem kilku odcinków. 
Można ją było dostrzec w sześciu odcinkach sitcomu ABC Statek miłości (The Love Boat, 1977, 1978, 1982) oraz sitcomie NBC Para nie do Pary (Will & Grace, 2005).
W dniu 19 listopada 1998 roku jej gwiazda pojawiła się na chodniku Alei Gwiazd w Hollywood przy 6363 Hollywood Blvd.

### Życie prywatne
W 1963 roku poznała w teatrze aktora Jamesa Farentino i w dniu 22 lutego 1966 roku wzięli ślub. Mają syna Davida (ur. 6 lipca 1969). Jednak w 1983 roku rozwiedli się. W dniu 27 września 1987 roku poślubiła Freda A. Rappoporta.

## Filmografia

### filmy fabularne
- 1967: How to Succeed in Business Without Really Trying jako Rosemary Pilkington
- 1968: Kochany chrabąszcz (The Love Bug) jako Carole Bennett
- 1969: Komik (The Comic) jako Mary Gibson
- 1976: Mroczne zwycięstwo (Dark Victory) jako Dolores Marsh
- 1985: List do trzech żon (A Letter to Three Wives) jako Rita Phipps
- 1992: Droga na Broadway jako Blanche
- 2000: Babcię przejechały renifery jako kuzynka Mel (głos)
- 2004: Nadchodzi Polly jako Vivian Feffer

### seriale TV
- 1961: The Many Loves of Dobie Gillis jako Lila
- 1968: Statek miłości (The Love Boat) jako Carole Bennett
- 1970: Marcus Welby, lekarz medycyny (Marcus Welby, M.D.) jako Katie
- 1972: Marcus Welby, lekarz medycyny (Marcus Welby, M.D.) jako Katie
- 1974: Michele Lee zaprasza (The Michele Lee Show) w roli samej siebie
- 1977: Statek miłości (The Love Boat) jako Denise Fredericks
- 1978: Statek miłości (The Love Boat) jako Irene Funston / Panna Roz Rogers
- 1979-1993: Knots Landing jako Karen Cooper Fairgate MacKenzie
- 1982: Statek miłości (The Love Boat) jako Dorothy Meacham
- 2003: Mów mi swatka jako Sandy
- 2005: Will & Grace (Para nie do Pary) jako Lucille
- 2010: Family Guy jako Estelle Lewis